# Tần Xuất công
Tần Xuất công (chữ Hán: 秦出公, trị vì 387 TCN-385 TCN), còn gọi là Tần Thiếu chủ (秦少主) hay Tần Tiểu chủ (秦小主), là vị quân chủ thứ 28 của nước Tần giữa thời Chiến Quốc trong lịch sử Trung Quốc.
Ông là con trai của Tần Huệ công, sinh năm 389 TCN. Năm 387 TCN, Huệ công chết, ông lên nối ngôi nhưng do lúc đó ông mới 3 tuổi.
Xuất công còn nhỏ, quyền hành trong tay quan Thứ trưởng. Năm 385 TCN, thứ trưởng giết hai mẹ con Tần Xuất công, dìm xuống vực sâu và đón con Tần Linh công là Doanh Sư Thấp về lập lên ngôi, tức là Tần Hiến công.
Tần Xuất công ở ngôi được 2 năm, lúc bị giết mới 4 tuổi. Do nội loạn nhiều năm của nước Tần, nước Ngụy thừa cơ tấn công, chiếm đất Hà Tây của nước Tần.